# Le Vibal
Le Vibal è un comune francese di 483 abitanti situato nel dipartimento dell'Aveyron nella regione dell'Occitania.

## Società

### Evoluzione demografica
Abitanti censiti

## Altri siti
- Le Vibal, su mairie-le-vibal.fr.